# Stiftsschule Engelberg
Die Stiftsschule Engelberg ist eine Schweizer Privatschule in Engelberg im Zentralschweizer Kanton Obwalden. Sie geht auf eine Schreiberschule aus dem 12. Jahrhundert im Benediktinerkloster Engelberg zurück und wird bis heute von dem Kloster getragen. Gut die Hälfte der insgesamt 130 Schüler und Schülerinnen besuchen das Internat, das ein integrierter Bestandteil der Stiftsschule ist.
Die Schule bietet ein Lang- und ein Kurzzeitgymnasium an, das mit der zweisprachigen Maturität (Deutsch/Englisch) und dem International Baccalaureate (IB) abgeschlossen wird. Daneben betreibt die Gemeinde Engelberg in den Räumlichkeiten der Stiftsschule eine integrative Orientierungsschule (IOS/Sekundarschule), deren Schüler auch das Internat nutzen können.

## Schulbetrieb

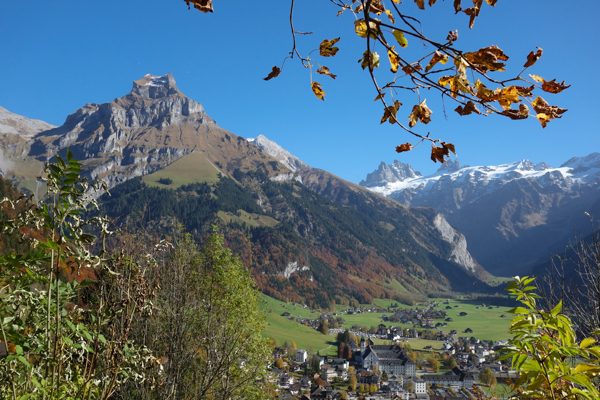
Engelberg liegt auf 1010 M. ü. M. in den Schweizer Alpen

### Gymnasium
Die Stiftsschule Engelberg verfügt über ein Lang- und ein Kurzzeitgymnasium, das mit der zweisprachigen Maturität (Deutsch/Englisch) und dem International Baccalaureate (IB) abgeschlossen wird. Die Schule ist eine IB World School.
Die von der Stiftsschule Engelberg geführten IB-Fächer fügen sich in den Fächerkanon der zweisprachigen eidgenössischen Maturität ein. Die Stoffpläne in den Fächern, die zugleich IB-Fächer und Maturitätsfächer sind, sind so gestaltet, dass im selben Kurs die Anforderungen der IB-Lehrpläne und der Eidgenössischen Rahmenlehrpläne für die Maturität erfüllt werden.
Im Schulprogramm ist Zeit für religiöse, soziale und kulturelle Aktivitäten vorgesehen. Besinnungstage, gemeinsam gestaltete Feiertage und Gottesdienste ergänzen das Bildungsangebot, da die Stiftsschule als Klosterschule christliche bzw. katholische Werte in benediktinischer Tradition vermitteln will. Die Schulpastoral spielt dabei eine wichtige Rolle. Die Stiftsschule ist für alle Schüler offen, unabhängig von ihrer Religionszugehörigkeit oder Nationalität.

### Integrative Orientierungsschule
Die integrative Orientierungsschule (IOS) wird von der Gemeinde Engelberg in den Räumlichkeiten der Stiftsschule Engelberg geführt und schliesst an die 6. Primarklasse an. Sie dauert drei Jahre und bereitet auf eine Berufslehre, auf eine weiterführende Schule oder auf den Besuch des Obergymnasiums der Stiftsschule Engelberg vor. Die IOS kann auch von internen Schülern besucht werden.

## Geschichte

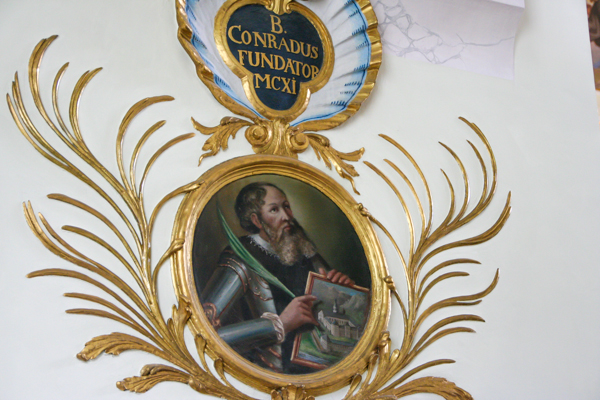
Konrad von Sellenbüren, Stifter der Benediktinerabtei Engelberg, 1120

### Mittelalterliche Schreiberschule
Die Stiftsschule Engelberg geht auf eine Schreiberschule aus dem 12. Jahrhundert des Klosters Engelberg zurück. Die Benediktinerabtei Engelberg liegt im oberen Engelbergertal in der Innerschweiz. Das Kloster wurde vom Zürcher Adeligen Konrad von Sellenbüren gestiftet und 1120 von Mönchen aus Muri unter Abt Adelhelm gegründet. Abt Frowin (1147–78) gründete eine Schreibschule, die unter ihm und seinen Nachfolgern Berchtold (1178–97) und Heinrich (1197–1223) eine Blütezeit erlebte.
Seit ihrer Gründung hat die Abtei eine zentrale Stellung im Engelbergertal. Bis zur Französischen Revolution war der Abt zugleich geistlicher und weltlicher Talherr. 1798 erlangten die Talleute politische Unabhängigkeit. Das Kloster wurde im Laufe der Zeit von inneren Schwierigkeiten, äusseren Anfechtungen, Feuersbrünsten und Pestepidemien heimgesucht, doch konnte das Klosterleben ohne Unterbrechung durch die Jahrhunderte aufrechterhalten werden.

### Die Modernisierung der barocken Stiftsschule Engelberg
Im Umfeld der liberalen Gründung der Schweiz 1848 wurde die Schule, deren Strukturen noch aus dem Mittelalter und der Barockzeit stammten, modernisiert. Abt Plazidus Tanner (1797–1866) fürchtete um das Überleben der katholischen Bildungstradition im Rahmen des liberal gewordenen staatlichen Umfeldes. Diesem Umstand wollte der Abt mit einem zeitgemäss strukturierten und geführten Gymnasium entsprechen, Engelberg sollte eine katholische Bildungsanstalt von nationaler Bedeutung werden, ein katholisches Bollwerk gegen die liberale Herausforderung. Ein wichtiger Schritt im Ausbau der Schule, der zur heutigen Stiftsschule Engelberg führte, geht auf das Jahr 1851 zurück. Um dem von Abt Plazidus formulierten Anspruch zu genügen, wurden verschiedene Änderungen eingeführt: mehr Zeit zum Lernen, mehr Zeit zum Lehren und strenge Separation zwischen Schülern, Patres und Brüdern zur Kenntlichmachung des Eigenwertes der schulischen Bildung und zum Nutzen der Erziehung. Abt Plazidus Tanner liess zudem ein separates Schul- und Internatsgebäude errichten. Somit war Engelberg die erste Abtei, die Kloster und Schule in unterschiedlichen Gebäuden untergebracht hatte. Das Gebäude des Internates und der Schule konnten 1865 bezogen werden. Noch war die Stiftsschule Engelberg aber kein Vollgymnasium. Das heisst, dass Schüler, die nicht im hauseigenen Seminarium Theologie studieren und ins Kloster eintreten wollten, vor dem Universitätsbesuch die Schule wechseln mussten.
Aufgrund eines Kantonskonkordats zur Freizügigkeit der medizinischen Berufe von 1868 wurde verfügt, dass, wer einen Medizinalberuf ergreifen wolle, ein Gymnasium besuchen müsse, das sein Maturitätsprogramm dem Konkordat entsprechend führe. Einige Schulen boten daraufhin ein im Sinne des Bundes angepasstes humanistisches Gymnasium an. In diesen Schulen wurden die alten Sprachen zugunsten der naturwissenschaftlich-mathematischen Fächergruppe zurückgedrängt. Doch aufgrund von Überlegungen, die vom Kulturkampf geprägt waren, wurden die Lehrpläne der Stiftsschule und anderer katholischer Schulen nicht angepasst. Wie ablehnend und misstrauisch die katholische Bevölkerung der Schweiz gegen die Regelungen aus dem liberalen Bundesbern eingestellt war, zeigte sich an der «Schulvogt»-Initiative. Es ging bei dieser Initiative um die Frage der Einführung einer eidgenössischen Volksschulaufsicht. In Engelberg wurde die Initiative mit 415 Stimmen gegen 1 verworfen.
1906 verabschiedete das Departement des Innern ein Maturitätsreglement für die Kandidaten der medizinischen Berufe. Die Studenten konnten nun auch mit der klassischen Maturität Medizin studieren, allerdings mussten Änderungen vorgenommen werden, die eine Aufwertung der Mathematik und Naturwissenschaften bedeuten. Galt vor dieser Regelung an anderen Disziplinen noch ein guter Leumund als Zulassung zu einem Studiengang, verschärften auch andere Fakultäten ihre Zulassungsbestimmungen. Um den verschärften Zulassungsbestimmungen gerecht zu werden, kam die Stiftsschule Engelberg den Forderungen der Zeit nach. Bereits im Vorfeld wurde 1900 an der Stiftsschule das Schulfach Physik eingeführt, „um [...] den späteren Studiengang zu erleichtern und um den so wichtigen Naturwissenschaften noch mehr Aufmerksamkeit zu schenken […]. Es wurde deshalb auch mit der Anlegung einer Sammlung physikalischer Apparate begonnen.“
Die Schülerzahlen stiegen – auch wegen der Einführung des Faches Physik –, so dass das Kollegiumsgebäude zu einem komplett ausgebauten Schul- und Internatsgebäude erweitert werden musste. Im Oktober 1906 wurde das ausgebaute Gebäude eröffnet. Es bot u. a. genügend Platz für physikalische und zoologisch-botanische Sammlungen. Die gymnasiale Schulzeit wurde von sechs auf acht Jahre erhöht und die Stundendotation in Physik und Chemie erweitert, so dass im Juli 1909 die ersten Maturaprüfungen unter der Aufsicht der eidgenössischen Maturitätskommission durchgeführt werden konnten. Damit standen den Engelberger Schülern die Zugänge zu allen Studienrichtungen an allen Universitäten offen, dies schon drei Jahre nach Inkrafttreten des neuen eidgenössischen Maturitätsgesetzes.

### Die Stiftsschule Engelberg im 20. Jahrhundert
Da die Schülerzahlen weiterhin wuchsen, musste neben dem bestehenden Schul- und Internatsgebäude ein weiteres Gebäude errichtet werden. Das neue gebaute Lyzeum wurde im Herbst 1928 fertiggestellt und von den Schülern der oberen Klassen bezogen. Das neue Gebäude verfügte über Einzelzimmer.
Die Verkürzung der gymnasialen Studiumsdauer von 8 auf 7 Jahre wurde an der Stiftsschule Engelberg 1973 durchgeführt. In diesem Jahr fanden erstmals 2 Maturae statt: die letzte 8-jährige und die erste 7-jährige. Im selben Jahr wurde der Bau eines modernen Schulhauses fertiggestellt. Die Stiftsschule Engelberg verfügte nun neben neuen Klassenzimmern und Fachzimmern über eine zweite Turnhalle, eine Sauna, Aussenfussballplätze und eine Sternwarte. Alle Unterrichtsräume wurden vom Kollegiumsgebäude in das neu erstellte Schulhaus verlegt.
1984–1987 wurde das Kollegiumsgebäude umgebaut. Nun verfügten auch die Schüler der mittleren Altersstufe über Einzelzimmer. Die jüngsten Schüler übernachteten weiterhin in einem Schlafsaal, in dem jeder einen kleinen Rückzugsbereich hatte.
Um neue Schüler zu gewinnen, nahm die Stiftsschule Engelberg ab 1995 interne Schülerinnen auf. Das Mädcheninternat ist im Westteil des Internatsgebäudes untergebracht.
Im Jahr 2000 wurde mit der Übernahme der neuen eidgenössischen Maturitätsanerkennungsverordnung die Dauer der gymnasialen Studienzeit von 7 auf 6 Jahre gekürzt. Um die dadurch zurückgegangenen Schülerzahlen zu kompensieren, wurde eine Handelsmittelschule mit Berufsmaturität (HMS+) gegründet.

### Die Stiftsschule Engelberg im 21. Jahrhundert

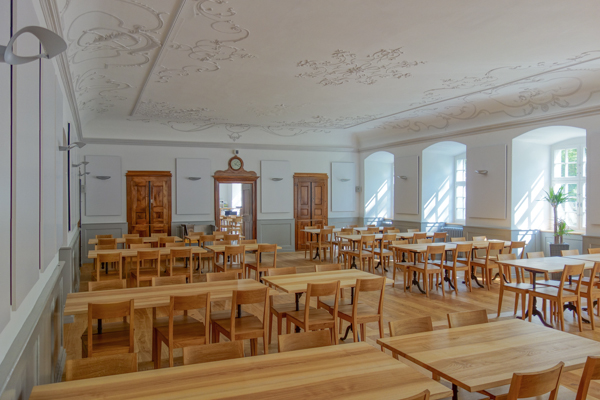
Speisesaal der Kloster-Mensa

Im Jahr 2009 legte Pater Robert Bürcher nach fast 30 Jahren sein Amt als Rektor nieder. An seine Stelle trat mit Thomas Ruprecht der erste weltliche Rektor. Unter seiner Leitung wurde das Fünf-Tages-Internat eingeführt. Seitdem haben die Schüler die Möglichkeit, die Wochenenden weiterhin im Internat zu verbringen, können aber auch an ihre Wohnorte zurückkehren. Ebenfalls in die Rektoratszeit von Thomas Ruprecht fällt die Angliederung der von der Stiftsschule Engelberg geführten Sekundarschule an die Gemeinde Engelberg. Die Gemeinde Engelberg führt nun in den Räumlichkeiten der Stiftsschule Engelberg eine Integrative Orientierungsschule (IOS). Interne Schülerinnen und Schüler können das Gymnasium der Stiftsschule oder die IOS der Gemeinde besuchen. Auch die von Pater Roman Hofer 1972 gegründete und geführte Musikschule wurde der Gemeinde übergeben, steht aber weiterhin allen internen Schülern offen.

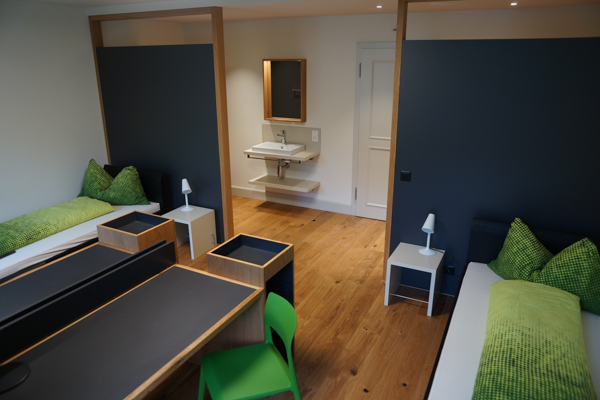
Internatszimmer im Ostflügel des Internates der Stiftsschule Engelberg

Die im Jahr 2000 gegründete Handelsmittelschule mit Berufsmaturität (HMS+) konnte nicht genügend Schüler gewinnen und so beschloss die Schulleitung 2010, keine neuen Schülerinnen und Schüler mehr aufzunehmen. Die HMS+ wurde 2012 geschlossen.
Weitere Änderungen waren die Einführung einer zweisprachigen Matura (Deutsch/Englisch) und des International Baccalaureates (IB). Um den Gymnasiasten eine möglichst optimale Lernumgebung zu schaffen, wurden die Schulzimmer renoviert.
2014 wurden die Internatsräume für die Buben im Ostflügel des alten Kollegiumsgebäudes umgebaut. Die Internen der Stiftsschule wohnen seitdem im Kollegium alle unter einem Dach in Einzel- oder Doppelzimmern. Das 1928 fertiggestellte Lyzeum, das bis dahin der Unterbringung der letzten zwei Klassen diente, wurde zu weiteren Unterrichtsräumen der integrierten Orientierungsschule (IOS) der Gemeinde umgebaut. Auch die drei Speisesäle der Stiftsschule Engelberg wurden umgebaut oder renoviert. Der sogenannte grosse Speisesaal wurde unter Aufsicht der Denkmalbehörde sorgfältig restauriert, der Speisesaal der Lyzeisten wurde in eine moderne Essensausgabe umfunktioniert; der kleine Speisesaal dient zusammen mit dem grossen Speisesaal als Ort für das gemeinsame Morgen-, Mittag- und Abendessen. Der Umbau 2014 kostete 6 Millionen Franken und bildete die erste Etappe von geplanten Umbauten von total rund 11 Millionen Franken.
2015 wurde nach einer Interimszeit von Pater Andri Tuor mit Matthias Nüssli ein weiterer weltlicher Rektor an die Stiftsschule Engelberg berufen. Unter seiner Leitung wurde die strategische Ausrichtung mit Doppelabschluss (zweisprachiger Maturität und International Baccalaureate) umgesetzt. Auch gelang es, die Schule für internationale Studierende attraktiver zu gestalten. Er trat zum Ende des Schuljahres 2019/20 zurück.
Im Sommer 2018 erfolgte die zweite Etappe des Umbaus des Internatsgebäudes für 4,5 Millionen Franken, wobei die Zimmer für die Mädchen umgebaut wurden. Nach dem Umbau liegt die Kapazität des Internats zwischen 90 und 100 Betten.
Abt Christian Meyer ernannte auf das Schuljahr 2023/24 den langjährigen Prorektor Tobias Barmettler zum Rektor.

## Alumni

### Alt-Engelberger-Verein
Der Alt-Engelberger-Verein (AEV) bildet eine feste Verbindung mit dem Kloster und der Schule. Ziel des Alt-Engelberger-Vereins ist es, die Stiftsschule Engelberg tatkräftig zu unterstützen und den lebendigen Kontakt zwischen den verschiedenen Generationen von Ehemaligen, den Freunden des Klosters und der Schule sowie den Eltern von Schülern zu fördern. Dem Vereinszweck entsprechend förderte oder unterstützte der AEV unter anderem Projekte wie die Renovation und den Umbau des Kollegiums (1983–1987), die Renovation des Theatersaals, den Umbau des Westflügels des Kollegiums in ein Mädcheninternat (2003), den Umbau des Ost-Risalits des neuen Klosters zur zusätzlichen Schulzimmern, den Ausbau der ehemaligen Klosterdruckerei in einen Prüfungssaal (2003/04), die Restaurierung der Kloster- und Pfarrkirche (2005–2007), die Renovation der Alten Turnhalle (2010) und die Möblierung des neu renovierten Jungen-Internats im Ostflügel des Kollegiums (2014).

### Bekannte Absolventen
- Gerold Berchtold, Skirennfahrer und Chirurg
- Bruno Epple, Pädagoge, Autor alemannischer und deutscher Texte, Maler
- Klaus Fischer, Politiker
- Nikolaus von Flüe (1788–1851), Schweizer Offizier in spanischen Diensten und Landeshauptmann
- Karl Hager, Geistlicher
- Roman Hofer, Kirchenmusiker
- Otto Hongler, Wirtschaftswissenschaftler und Hochschullehrer
- Christopher Kummer, Wirtschaftswissenschaftler und Hochschullehrer
- Flurin Maissen, Benediktinerpater und Naturwissenschaftler
- Willy Spieler, Publizist
- Karl Stadler, Pater und Künstler
- Urs Martin Strub, Psychiater und Lyriker
- Franz Wirz, Politiker
- Eduard Wymann, Geistlicher
- Claudio Zanetti, Politiker
- Alexis von Hoensbroech, CEO Austrian Airlines
- Carl Rütti,  Schweizer Komponist, Pianist und Organist
- Zoë Haas, ehemalige Schweizer Skirennfahrerin
- Dominique Gisin, ehemalige Schweizer Skirennfahrerin
- Josef Widler, Allgemeinmediziner, Kantons- und Gemeinderat Zürich[7], Präsident der Zürcher Ärztegesellschaft
- Josef Hess,  Regierungsrat des Kantons Obwalden
- Philipp Gmür, Schweizer Jurist, CEO der Helvetia-Versicherungen
- Cornelia Kaufmann-Hurschler, Rechtsanwältin und Notarin, Regierungsrätin des Kantons Obwalden